# Peine principale
La peine principale est la peine de référence. Elle permet de qualifier l'infraction pénale et de la classer entre contravention, délit ou crime.
Il s'agit de la peine prononcée par le tribunal à l'encontre d'une personne poursuivie et reconnue coupable.
Elle a pour effet de punir l'atteinte portée à l'ordre public par la commission de l'infraction.
La peine est obligatoirement prévue par la loi, il s'agit là d'un principe fondamental du droit repris dans l'adage nulla poena, sine lege (pas de peine, sans loi).

## Historique
Le mot peine vient du latin pœna et signifie châtiment, punition.

### Source
- Gérard Cornu (dir.) et Association Henri Capitant, Vocabulaire juridique, Paris, Presses universitaires de France, coll. « Quadridge », 2005, 7e éd., 970 p. [détail des éditions] (ISBN 978-2-13-055097-6, OCLC 469313788)
- Code pénal français